# Arothron leopardus
Arothron leopardus е вид лъчеперка от семейство Tetraodontidae.

## Разпространение
Видът е разпространен в Индия и Шри Ланка.